# Ghiacciaio Hayes
Il ghiacciaio Hayes (in inglese Hayes glacier) (76°16′S 27°54′W) è un ghiacciaio situato al confine tra la costa di Caird e la costa di Luitpold, nella Terra di Coats, in Antartide. Il ghiacciaio fluisce fin dentro la parte sudorientale del mare di Weddell, circa 27 km a ovest-sudovest del ghiacciaio Dawson-Lambton.

## Storia
Il ghiacciaio Hayes fu scoperto il 5 novembre 1967 durante un volo di ricognizione sopra la costa di Caird effettuato da un LC-130 della marina militare statunitense e fu poi mappato dallo United States Geological Survey grazie a fotografie scattate durante quel volo. Il ghiacciaio fu poi rinominato dal Comitato consultivo dei nomi antartici in onore del tenente comandante della riserva navale statunitense Winston R. Hayes, pilota del sopraccitato volo.